# Bill Bell
William James Bell, detto Bill (Revelstoke, 1927 – Victoria, 28 novembre 2016), è stato un cestista canadese.

## Carriera
Ha disputato cinque partite ai Giochi della XIV Olimpiade, segnando 27 punti.